# Йозеф Ріхтер фон Цішіні
Йозеф Ріхтер фон Цішіні (нім. Joseph Ritter von Cischini) — австро-угорський дипломат. Генеральний консул Австро-Угорщини в Одесі (1852—1872)

## Життєпис
З 15 червня 1852 року керуючий Генеральним консульством в Одесі. Призначений генеральним консулом 9 липня 1854 року, він відзначився під час Кримської війни у справі арештованих в Одесі французьких військовополонених, за що йому була присвоєна подяка з боку імператорського французького уряду. Перебував на цій посаді до 1872 року.